# Ґодзілла, король монстрів!
«Ґодзілла, король монстрів!» (англ. Godzilla, King of the Monsters!; яп. 怪獣王ゴジラ, Кайдзю Оо Ґодзіра, «Король монстрів Ґодзілла») — японсько-американський кайдзю-фільм 1956 року, зрежисований Террі О. Морсом та Ісіро Хондою. Фільм є сильно відредагованою американізованою версією фільму «Ґодзілла» (1954). Оригінальні кадри були зняті Toho, а нові, додаткові — Jewell Enterprises. У фільмі зіграли Реймонд Берр, Френк Іванага, а також Акіра Такарада, Момоко Кочі, Акіхіко Хірата та Такасі Сімура, та з Харуо Накадзімою та Кацумі Тезукою в ролі Ґодзілли. У фільмі розповідає про американського репортера, який висвітлює напад гігантського доісторичного монстра на Токіо та Японію.
У 1955 році Едмунд Ґолдмен придбав оригінальний фільм «Ґодзілла» у Toho, і з допомогою Пола Шрайбмана, Гарольда Росса, Річарда Кея та Джозефа Е. Левіна переробив його та представив американській аудиторії. У цій версії частина японських діалогів була дубльована на англійську, було змінено та вилучено багато важливих кадрів, ключових моментів сюжету, а також були додані нові кадри з Берром, який розповідає більшу частину історії та взаємодіє з японсько-американськими акторами, створюючи враження, що він був частиною оригінального японського виробництва.
«Ґодзілла, король монстрів!» вийшов у театрах США 27 квітня 1956 року, після чого відбувся міжнародний реліз. Фільм відповідав за представлення Ґодзілли світовій аудиторії, оскільки фільм 1954 року залишався офіційно недоступним за межами Японії до 2004 року.

## Сюжет
Пораненого американського репортера Стіва Мартіна доставляють з руїн Токіо до лікарні, наповненої пораненими громадянами. Дівчина Еміко, знайома Стіва, виявляє його серед жертв і намагається знайти йому лікаря. Мартін починає згадувати, з чого все починалося.
Коли він зупинився в Токіо, його увагу почали привертати загадкові катастрофи та інциденти з кораблями. Одній із жертв вдається вижити, і припливи змивають його до острова Одо. Стів разом із співробітником служби безпеки Томо Іванагою вирушають на острів, де місцеві жителі розповідають їм, що у цих катастрофах винуватий гігантський монстр Ґодзілла. Тієї ж ночі, під час бурі, багато будинків руйнуються, і остров'яни звинувачують в цьому Ґодзіллу.
Пізніше Мартін повертається на острів разом із палеонтологом доктором Ямане, який керує групою для дослідження руїн села. Доктор Ямане виявляється гігантські радіоактивні сліди та живого трилобіта. Раптом один із селян стукає в дзвін, що означає сигнал тривоги. Піднявшись на пагорб, Мартін, доктор Ямане та жителі села бачать гігантського динозавра, і швидко втікають вниз. Повернувшись в Токіо, доктор Ямане приходить до висновку, що висота Ґодзілли 122 метри, і що він був пробуджений випробуваннями атомних бомб у Тихому океані. Після того, як він розповідає про це владі, військові намагаються вбити істоту, що розчаровує Ямане. Мартін зв'язується зі своїм старим другом, доктором Дайсуке Серізавою, адже хоче прийти до нього на вечерю, але Серізава відмовляється, адже у нього запланована зустріч з дочкою доктора Ямане, Еміко.
Еміко прибуває до будинку Серізави, та хоче сказати йому, що вона закохана в Хідео Огату, а не в нього. Однак доктор Серізава показує їй свій таємний винахід, який жахає Еміко. Він бере з неї слово, що вона нікому про це не розповість. Ґодзілла виходить із Токійської затоки, неушкоджений глибинними бомбами, і атакує місто. Перед тим, як повернутися назад до затоки, він рйнує поїзд. Наступного ранку JSDF будують лінію високовольтних електричних веж навколо Токіо, щоб зупинити кайдзю.
Уночі Ґодзілла знову виходить на поверхню, руйнує електричні вежі, і пробивається крізь лінію захисту JSDF. Мартін коментує атаку Ґодзілли, однак отримує поранення під час нападу. Ґодзілла повертається до моря. Стів прокидається в лікарні біля Еміко та Огати. Бачачи численних поранених людей, Еміко розповідає Мартіну і Огаті про винахід доктора Серізави. Виявляється, він винайшов руйнівник кисню, який знищує кисень у воді у великому радіусі. Він також знищує організми, які перебувають у його радіусі дії. Еміко та Огата приходять до Серізави і просять його використати його винахід проти динозавра, однак він спочатку відмовляється, адже боїться, що його винахід потрапить в чужі руки. Однак коли він бачить телевізійну трансляцію про тяжке становище в країні, Серізава погоджується, однак він спалює всі записи про дію пристрою.
На військовому кораблі Огата, Серізава, Ямане, Мартін та Еміко пливуть над найглибшою частиною Токійської затоки. Огата та Серізава спускаються під воду, де знаходиться Ґодзілла. Огата піднімається на корабель, а Серізава активує пристрій і залишається під водою. Перед смертю він бажає щастя Еміко та Огаті. Таким чином весь секрет кисневого руйнівника зникає разом зі смертю Серізави. Ґодзілла розчинається, залишаючи лише кістки. Усі на борту корабля сумують і віддають честь Серізаві, а Мартін каже, що світ може жити знову завдяки жертві доктора.

## В ролях
| Актор           | Роль                                         |
| --------------- | -------------------------------------------- |
| Реймонд Берр    | Стів Мартін                                  |
| Такасі Сімура   | доктор Кьохей Ямане                          |
| Акіра Такарада  | Хідето Огата                                 |
| Момоко Коті     | Еміко Ямане                                  |
| Акіхіко Хірата  | доктор Дайсуке Серідзава                     |
| Сатіо Сакаї     | Хагівара                                     |
| Фуюкі Муракамі  | професор Табата                              |
| Тойоакі Сузукі  | Сінкіті                                      |
| Тадасі Окабе    | асистент доктора Табати                      |
| Тораноске Огава | президент компанії                           |
| Франк Іванага   | офіцер безпеки Томо                          |
| Майкл Конрад    | Джордж Лоуренс                               |
| Джеймс Хонг     | Огата та доктор Серізава (англійські голоси) |
| Саммі Тонг      | доктор Ямане (англійський голос)             |
| Харуо Накаджіма | Ґодзілла                                     |
| Катсумі Тезука  | Ґодзілла                                     |

## Виробництво
Виробничі кредити:
- Террі О. Морс — спів-режисер, сценарист, редактор-керівник
- Джозеф Е. Левін, Террі Тернер, Ед Барісон — виконавчі продюсери
- Іра Вебб — помічник режисера
- Арт Сміт — звук
- Джордж Рорс — звукові ефекти
- Ґай Рое — оператор

### Розробка
|  | Нас не цікавила політика, повірте. Ми лише хотіли зняти фільм, який ми могли б продати. У той час американська публіка не пішла б на кіно з лише японськими акторами. Тому ми зробили те, що зробили. Ми насправді не змінили історію. Ми просто дали їй американську точку зору. — Річард Кей про зміни фільму |

У 1955 році Едмунд Ґолдмен звернувся до Toho International Inc. (дочірнього підприємства Toho в Лос-Анджелесі, створеного для розповсюдження їхніх фільмів за кордоном) щодо придбання прав на фільм «Ґодзілла». Toho показали Ґолдмену рекламні матеріали до фільму, які зацікавили його у його показі. Ґолдмен зробив Toho пропозицію заплатити їм $25 000 за права на фільм, і вони швидко прийняли її. Контракт був підписаний 27 вересня 1955 року. Він перебував, що в американській версії фільму історія буде «оповідатися та буде дубльована англійською мовою та будуть зроблені деякі переробки, доповнення та виключення» з дозволу Toho.
Пол Шрайбман був асистентом з придбання фільму. Семюель З. Аркофф з American International Pictures також бажав придбати його і вів переговори з Toho протягом трьох місяців, поки не виявив, що права вже були продані Ґолдмену. Ґолдмен попросив Ґарольда Росса та Річарда Кея з Jewell Enterprises допомогти з розповсюдженням фільму. За словами Ґолдмена, саме Росс і Кей задумали дублювати фільм та найняли Реймонда Берра. Пізніше Ґолдмен продав свою частину прав на фільм компанії Jewell Enterprises.
Росс і Кей звернулися до Джозефа Е. Ельвіна для подальшого фінансування проєкту. Дует влаштував показ фільму для Левіна в Лос-Анджелесі. Фільм схвилював Левіна і він заплатив $10 000 за половину прав на нього. Цей договір дозволив розподіляти права на «Ґодзіллу» між компаніями Jewell Enterprises та Levine's Embassy Pictures. Для розповсюдження фільму Левін разом з Едвардом Барісоном заснували Trans World Releasing Corp. Левін також залучив продюсера Террі Тернера для розробки рекламних стратегій вартістю $400 000. Тернеру вдалося отримати фільм, згаданий Стівом Алленом на The Tonight Show. Спочатку він та Левін планували назвати фільм «Ґодзілла, морський звір», але зупинилися на «Ґодзілла, король монстрів!». Росс і Кей найняли режисером фільму Террі О. Морса. Шрайбман домовився про участь Берра у фільму. Морса було заплачено $10 000 за зміну сценарію та режисуру фільму, а Берру — стільки ж за день роботи.

### Знімання та дубляж
Зміни та нові кадри з Берром були зроблені для того, щоб залуяити більше глядачів, оскільки в той час іноземні фільми не були популярними серед американської аудиторії. Морс переглянув оригінальну японську версію з англійським перекладом для того щоб вирішити, де можна вставити Берра. Замість того, щоб дублювати весь фільм, він вирішив залишити оригінальні японські діалоги, зміст яких Френк Іванага переказував би Берру. Берр працював зі зйомками, які знімали через плече, щоб приховати обличчя. Методи монтажу також використовувалися для того, щоб замаскувати дублерів та оригінальних японських акторів. Деяких азіатсько-американських акторів найняли на незначні ролі. Нові кадри були зняті лише за три дні у Visual Drama Inc. Оскільки в нього був контракт лише на одний день, Берр працював цілодобово, щоб зняти всі сцени. Декоратор Джордж Рор виготовив макети, схожі на оригінальні японські. Відкриті посилання на атомні бомбардування Нагасакі, випробування на атолі Бікіні та радіоактивне забруднення тунця американськими і російським випробування були видалені.
Дубляж записали менш ніж за 5 годин. Джеймсу Хонгу та іншим голосовим акторам не розкривали жодних деталей фільму. Актори були зачинені у кімнаті з Морсом та лише читали необхідні репліки. Кожен рядок записувався з різною швидкістю, і для кожного кадру був вибраний найкращий варіант. Голосові актори дублювали фільм, сидячи за столом з мікрофоном перед собою. Хонг підтвердив, що декілька японських акторів проходили прослуховування на озвучення. Однак Хонг та Семмі Тонг були няйняті за їх універсальність. Тонг озвучував шість старших персонажів, а Хонг сім молодших.

## Нотатки
1. ↑  Лише Томоюкі Танака був згаданий у титрах.
2. ↑  Не згаданий у титрах.